# Vitória Rodrigues
Vitória Mendonça de Souza Rodrigues (* 1. November 1999 in Petrópolis) ist eine brasilianische Beachvolleyballspielerin.

## Karriere
Bei ihrem ersten Turnier erreichte Vitória Rodrigues 2016 gemeinsam mit Ana Carolina de Almeida Costa das Halbfinale bei der U19-Weltmeisterschaft in Larnaka. Ein Jahr später wurde die in Petrópolis geborene Sportlerin mit Victória Lopes Dreiunddreißigste bei der U21-WM in Nanjing. Diese Position konnten die beiden Brasilianerinnen zwei Jahre später bei der Veranstaltung in Udon Thani deutlich verbessern, sie gewannen die Weltmeisterschaft der unter Einundzwanzigjährigen.
Ab 2020 wurde Andressa Cavalcanti die neue Partnerin von Vitória Mendonça de Souza Rodrigues. Die südamerikanischen Athletinnen wurden 2021 Fünfte beim Vier-Sterne-Turnier in Itapema und gewannen die Bronzemedaille in der folgenden Saison beim Challenge am gleichen Ort. Bei den Elite16-Turnieren in Jūrmala und Ostrava erreichten sie jeweils das Achtelfinale und wurden noch einmal Dritte beim Challenge in Espinho. Ende 2022 erreichten sie beim Elite16 in Uberlandia das Finale. Auf der World Beach Pro Tour 2023 hatten Andressa/Vitória ihre besten Ergebnisse bei den Challenge-Turnieren in Saquarema (Platz drei) und in Espinho (Platz zwei). Am Ende der Saison trennten sich die beiden. Mit ihrer neuen Partnerin Hegeile stand die gebürtige Petrópoliserin 2024 beim Challenge in Saquarema im Halb- und bei den Elite16 in João Pessoa sowie in Rio de Janeiro jeweils im Viertelfinale.